# 日本棒球

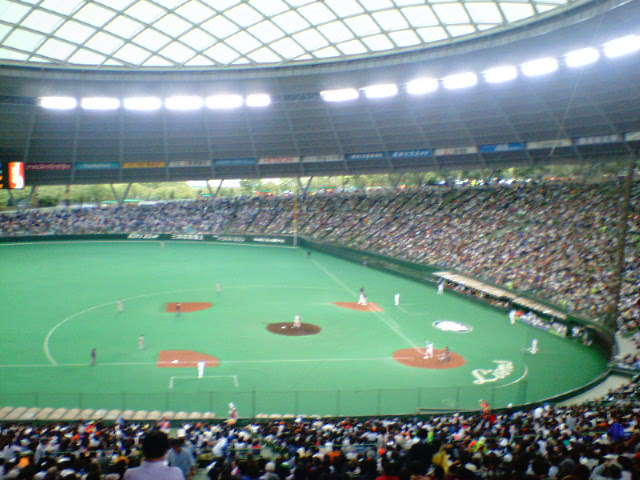
球員在西武巨蛋比賽的情況

棒球在日本佔有非常重要的位置，於20世紀初開始盛行，1950年開始確立了現代的職棒制度，現時不少日本球員效力美國職棒大聯盟的球隊。此外，每年兩次在兵庫縣西宮市舉行的高中甲子園棒球賽風靡了全日本的觀眾，棒球被稱為繼相撲之後為日本體育第二大國技。
2021年8月7日，日本代表隊在東京奧運的棒球項目上奪下冠軍，成為自1992年棒球正式列入奧運競技項目以來，日本的首面金牌。同時，日本女壘隊也拿下金牌，讓日本以地主國之姿在東京奧運留下棒壘金牌，實為佳話一則。

## 歷史
棒球於1873年由霍雷斯·威爾森傳入日本，當時只是為了能讓住在日本的美國人閒暇時可以打棒球。1873年留學美國的牧野仲顯回到日本，他在美國唸大學期間，受到了大學棒球熱所影響，學會了打棒球，在該年開始教日本人打棒球。自此，棒球開始在學校之間盛行，其後的早稻田大學與慶應義塾大學（即早慶戰）之間的對戰，更引起社會上的注目，其後更因為兩隊的球迷互相叫囂，於1910年比賽兩場之後被迫暫停相關的比賽。
不過這次的停賽，卻為帶來新的聯盟，1914年早稻田大學(早)、慶應義塾大學(慶)、明治大學(明)3校組成聯盟，但是仍然沒有批准早慶兩校之間的對決，其後，法政大學、立教大學加入了聯盟，1925年東京帝國大學（即今日的東京大學）加入了聯盟，在該年正式組成東京六大學野球聯盟，此外被禁止的早慶戰亦在該年恢復。
1920年代，開始有組織嘗試成立職業棒球隊，但是因為缺乏有號召力的球員，成立一段時間被迫解散，詳細可參看下文：

## 職業棒球
在日語中職棒稱為，在近來的說法，狹義上指日本棒球機構的球隊。

### 職棒起源
第一支職棒球隊芝浦協會在1921年成立，其後有寶塚運動協會，但是號召力與學校的棒球較為遜色，加上球迷仍然未能對職棒的概念有深入的了解，導致球隊解散。
不過在1930年代重燃職棒的希望，當時讀賣新聞社長正力松太郎看到職棒有潛力的發展空間，於是他分別在1931年及1934年邀請美國職棒大聯盟明星隊兩次，加上他利用了讀賣新聞的宣傳能力，自1934年的日本棒球隊僅以0-1敗給大聯盟明星隊後不到一個月，12月中旬，組成了大日本東京棒球俱樂部（1937年改名為東京巨人）。
1935年2月10日，以大阪為根據地的阪神虎亦相繼成立。此後大阪與巨人之間的決戰是有名的宿敵戰，不久東京參議員、阪急、大東京、名古屋及名古屋金鯱隊亦成為職業棒球隊。
最終在1936年組成聯盟，並開始了職棒球隊之間的對決。正式紀錄於1937年開始，並分為春、秋兩個季賽，比較特別的是，巨人隊因為到美國遠征的關係，沒有參加37年春季季賽。1939年改為單一球季，以勝率決定最後由哪支球隊為奪得冠軍。

### 新聯盟成立
隨著戰後棒球發展迅速，很快已經回復到戰前的水平，1948年開始發展兩個聯盟，並嘗試拉攏不同企業加入，1949年正式將舊的聯盟解散，一共以15支球隊分成2個聯盟，分別在12月26日成立太平洋聯盟以及12月1日成立中央聯盟。並根據美國職棒的世界大賽設立7戰4勝的日本世界大賽（後來改稱日本大賽）。
新聯盟成立不久，部份球隊因為受不了成績差劣，與其他球隊合併或解散球隊，球隊數由15隊減到12隊。球隊發展開始在60年代開始走上了正軌。球季初期，球迷仍未對職棒深入了解，發生了數次的暴動。此外，由於早期有六支棒球隊的據點都在東京的關係，不時會出現主場球隊在第三地比賽的情況，直到今日仍有球隊有時會在別的球場進行「主場」比賽。
1965年及1973年，讀賣巨人連續九年奪得日本大賽冠軍(又稱為V9)。1973年太平洋聯盟根據美國聯盟，引進指定打擊制度。此外1969年到1972年發生黑霧事件，多名球員被終身停賽，以及1978年江川卓利用新人遴選的漏洞，拒絕加入阪神虎，堅持加入讀賣巨人，造成了職棒界有名史上空白的一天。八十年代末以及九十年代初，形成西武獅王朝。不過由於矚目的球星集中在中央聯盟，形成太平洋聯盟球隊觀眾人數較少，經營較為困難，在八十年代開始，太平洋聯盟球隊開始陸續出現了東主易手的情況。

### 近年發展
1993年是日本職棒重要的分水嶺，一是日本職業足球聯賽成立，成功的宣傳策略，搶走了不少只看棒球的觀眾，事實上日本職業足球聯賽是亞洲近年發展速度最快的職業足球聯賽之一。二是從美國職棒大聯盟引入自由球員制度，只要在日本職棒擁有相當經驗的球員，在球季結束後就可以不需理會合約內容自由加入任何球隊，當中包括了日本職棒以及美國職棒大聯盟的球員，不少球員以自由身身份加入美國職棒，代表的球員有野茂英雄、田口壯、松井秀喜、佐佐木主浩、長谷川滋利、伊良部秀輝等。
此外，還有對美國職棒大聯盟對日本職棒球隊之間競標金制度，不少球隊以高價邀請日本職棒的優秀球員加盟，例如鈴木一朗、松坂大輔、城島健司等，近年隨一些棒球選手效力美國職棒大聯盟的球隊，球隊中的球員水平難免被削弱。
1983年，太平洋聯盟取消自1973年實行的兩季制，改為單季制度，2004年大阪近鐵野牛和歐力士藍浪合併，並於2005年重組成歐力士野牛，與以東北地區活動組成了東北樂天金鷲，解決了兩隊合併後的聯盟危機。
2005年，為了增加吸引力，首次在賽季上引入跨聯盟比賽，與跨聯盟球隊進行主客各三場的比賽。此外，第一個以地方為主的四國島聯盟亦開始成立。2006年日本棒球代表隊取得了第一屆世界棒球經典賽冠軍。2009年日本棒球代表隊，拿下了第二屆世界棒球經典賽冠軍。2023年日本棒球代表隊,拿下第五屆世界棒球經典賽冠軍，達成世界棒球經典賽的最多勝的國家（3勝）。

## 特色
與美國職棒大聯盟的球隊最為不同的是，球隊可以因為母企業易主而改名（例：南海鷹->福岡大榮鷹->福岡軟銀鷹），而大部份球隊名字也顯示了球隊母企業的名字。此外，日本棒球可以允許在比賽中和局，如果在首九局無法分出勝負，將會進行三局延長賽，延長賽仍然不分勝負視作和局。

## 球隊及聯盟列表

### 日本棒球機構
| 所屬聯盟 | 球隊名             | 台灣通用簡稱 | 保護地域 | 主場                             | 收容人數 | 照片 |
| -------- | ------------------ | ------------ | -------- | -------------------------------- | -------- | ---- |
| 央聯     | 讀賣巨人           | 巨人         | 東京都   | 東京巨蛋                         | 46,000   |      |
| 央聯     | 東京養樂多燕子     | 養樂多       | 東京都   | 明治神宮棒球場                   | 34,572   |      |
| 央聯     | 橫濱DeNA海灣之星   | DeNA         | 神奈川縣 | 横濱球場                         | 34,046   |      |
| 央聯     | 中日龍             | 中日         | 愛知縣   | 名古屋巨蛋 （萬特力巨蛋 名古屋） | 38,414   |      |
| 央聯     | 阪神虎             | 阪神         | 兵庫縣   | 阪神甲子園球場                   | 47,508   |      |
| 央聯     | 廣島東洋鯉魚       | 廣島         | 廣島縣   | 廣島市民球場 （馬自達球場）      | 33,000   |      |
| 洋聯     | 北海道日本火腿鬥士 | 火腿         | 北海道   | ES CON FIELD HOKKAIDO            | 35,000   |      |
| 洋聯     | 東北樂天金鷲       | 樂天         | 宮城縣   | 宮城球場 （樂天生命 Park宮城）   | 30,508   |      |
| 洋聯     | 埼玉西武獅         | 西武         | 埼玉縣   | 西武巨蛋 （Belluna巨蛋）         | 33,552   |      |
| 洋聯     | 千葉羅德海洋       | 羅德         | 千葉縣   | 千葉海洋球場 （ZOZO海洋球場）    | 30,118   |      |
| 洋聯     | 歐力士野牛         | 歐力士/歐牛  | 大阪府   | 大阪巨蛋 （京瓷巨蛋大阪）        | 36,220   |      |
| 洋聯     | 福岡軟銀鷹         | 軟銀         | 福岡縣   | 福岡巨蛋 （福岡PayPay巨蛋）      | 40,000   |      |

### 獨立聯盟

#### 四國島聯盟
- 愛媛蜜柑海盜
- 香川橄欖勇士
- 高知戰鬥犬
- 德島靛藍襪

#### 棒球挑戰聯盟
- 富山雷鳥
- 石川百萬星
- 信濃大羚羊
- 新潟天鵝棒球俱樂部
- 群馬钻石飞马
- 福井奇蹟象
- 武蔵热熊
- 福島希望
- 栃木金色勇敢
- 滋贺聯棒球俱樂部

#### 關西獨立聯盟
- 大阪Gold Villicanes
- 神戶9 Cruise
- 明石紅戰士
- 紀州Rangers

#### 大師聯盟
- 札幌大志
- 東京梦
- 名古屋80D'sers
- 大阪浪漫
- 福岡Zon-Dags

## 高中棒球

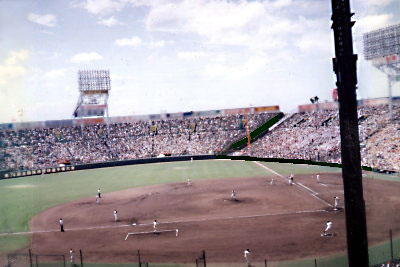
西宮市的甲子園球場，除了是阪神虎主場，更是全國高中棒球賽舉行場地

別稱高校棒球，是日本現存棒球活動中最歷史悠久，由於高校球隊會代表該縣參賽，受歡迎程度不下於職業棒球（這相對於美國人對大學美式足球比賽狂熱相近），甲子園比賽每年舉行兩次，代表春季甲子園比賽為選拔高等學校野球大會由1924年開始舉行，夏季甲子園為全國高等學校野球選手權大會由1915年開始舉行。目前每年在兵庫縣西宮市甲子園球場舉行。不少職棒球員曾在甲子園比賽。

## 著名球員
- 澤村榮治：以17歲年紀技壓美國大聯盟來訪球員的投手，日本職棒年度最優秀投手獎即命名為「澤村賞」。
- 金田正一：日本職棒唯一400勝投手。
- 川上哲治：打擊之神，同時也是巨人V9時期的監督。
- 野村克也：連續8年的洋聯全壘打王，有一生的捕手美名。以捕手身份出賽了2921場。
- 王貞治：世界全壘打王（868支）。
- 長嶋茂雄：日本的棒球先生。
- 張本勳：安打製造機，日本職棒生涯累積最多安打的球員。
- 吳昌征：台灣首位前往日本職棒效力的球員，且能投擅打，並為首位進入野球殿堂的台灣球員。
- 衣笠祥雄：素有鐡人美名，前世界連續出賽紀錄保持人2215場。
- 福本豐：日本前世界盜壘最多紀錄保持人，生涯總共有1065次盜壘成功、13屆盜壘獎項。
- 兰迪·巴斯（日语：ランディ・バース）：日本職棒史上最強的洋將，連續2年中央聯盟打擊三冠王。
- 落合博滿：打擊三冠王史上最多3次，史上第一名同時在兩聯盟皆拿下全壘打王及打點王頭銜的選手。
- 野茂英雄：日本職棒史上最多球團指名，以及新人年取得多項投手獎項，加上挑戰大聯盟帶動了旅美的風氣。
- 郭源治：台灣首位達成百勝百救援的投手，為了同隊後輩陳義信有更多上場機會因而歸化日本。
- 郭泰源：日本職棒最多勝的台灣投手（117勝）。
- 莊勝雄：最快達成50勝的臺灣球員
- 陳大豐：台灣首位獲得日本職棒的全壘打王、打點王及最佳九人的選手。並曾以代打身份擊出六支全壘打，目前仍是阪神虎的隊史紀錄。
- 鈴木一朗：連續7年日職打擊王，在美國職棒大聯盟創下單季最多安打的記錄。（262支）
- 原辰德：
- 弗拉迪米爾·巴倫汀：打破王貞治等共四位選手高懸49年來的單季全壘打紀錄。（60支）
- 松坂大輔：外號平成怪物，在日本大賽、世界大賽、世界棒球經典賽都拿過冠軍的選手。
- 黑田博樹：在大聯盟表現最穩定的日本選手。
- 達比修有：日職史上入札金最高的赴美選手。
- 田中將大：創下史無前例跨季26連勝的神之子。
- 大谷翔平：百年難得一見的天才型二刀流選手

### 书籍
- 高正源 著《日本棒球發展史》 ISBN 9570812443

## 外部連結
- （日語）日本棒球機構 （页面存档备份，存于）
- （英文）美國職棒大聯盟對日本棒球的介紹 （页面存档备份，存于）